# Переписна область №13 (Манітоба)
Переписна область №13 (англ. Division No. 13) — переписна область в Канаді, у провінції Манітоба.

## Населення
За даними перепису 2016 року, переписна область нараховувала 49086 жителів, показавши зростання на 4,7%, порівняно з 2011-м роком. Середня густина населення становила 29 осіб/км².
З офіційних мов обидвома одночасно володіли 2 925 жителів, тільки англійською — 45 230, а 150 — жодною з них. Усього 5,515 осіб вважали рідною мовою не одну з офіційних, з них 100 — одну з корінних мов, а 895 — українську.
Працездатне населення становило 66,2% усього населення, рівень безробіття — 5,5% (6,5% серед чоловіків та 4,4% серед жінок). 86,1% були найманими працівниками, 12,9% — самозайнятими.
Середній дохід на особу становив $53 443 (медіана $40 311), при цьому для чоловіків — $64 421, а для жінок $42 496 (медіани — $49 068 та $33 431 відповідно).
31,2% мешканців мали закінчену шкільну освіту, не мали закінченої шкільної освіти — 18,6%, 50,2% мали післяшкільну освіту, з яких 31,9% мали диплом бакалавра, або вищий, 140 осіб мали вчений ступінь.
| Статево-вікова структура населення | Статево-вікова структура населення | Статево-вікова структура населення | Статево-вікова структура населення | Статево-вікова структура населення |
| ---------------------------------- | ---------------------------------- | ---------------------------------- | ---------------------------------- | ---------------------------------- |
|                                    |                                    |                                    |                                    |                                    |
| Всього                             | Всього                             | 50,0%                              |                                    |                                    |
| 0 — 14 років                       | 0 — 14 років                       |                                    | 15,9%                              | 15,9%                              |
| 15 — 64 років                      | 15 — 64 років                      |                                    | 66,2%                              | 66,2%                              |
| 65 і більше                        | 65 і більше                        |                                    | 17,9%                              | 17,9%                              |
| 85 і більше                        | 85 і більше                        |                                    | 1,9%                               | 1,9%                               |
| 100 і більше                       | 100 і більше                       |                                    | 0%                                 | 0%                                 |
| Середній вік (років)               | Середній вік (років)               | 42,043,2                           | 42,6                               | 42,6                               |
| Медіана (років)                    | Медіана (років)                    | 45,246,2                           | 45,7                               | 45,7                               |
| — чоловіки — жінки                 |                                    |                                    |                                    |                                    |

| Походження мешканців:     | Походження мешканців:     | Походження мешканців: | Походження мешканців: | Походження мешканців: |
| ------------------------- | ------------------------- | --------------------- | --------------------- | --------------------- |
| Походження                |                           |                       | осіб                  | %                     |
| Корінні американці        | Корінні американці        |                       | 8 240                 | 17.23%                |
| Інше північноамериканське | Інше північноамериканське |                       | 10 000                | 20.91%                |
| Європейське               | Європейське               |                       | 40 600                | 84.88%                |
| британське                | британське                |                       | 19 090                | 39.91%                |
| французьке                | французьке                |                       | 5 605                 | 11.72%                |
| українське                | українське                |                       | 14 100                | 29.48%                |
| Карибське                 | Карибське                 |                       | 190                   | 0.4%                  |
| Латинськоамериканське     | Латинськоамериканське     |                       | 360                   | 0.75%                 |
| Африканське               | Африканське               |                       | 170                   | 0.36%                 |
| Азійське                  | Азійське                  |                       | 1 425                 | 2.98%                 |
| Океанійське               | Океанійське               |                       | 45                    | 0.09%                 |

| Зайнятість населення за галузями (за класифікацією NOC): | Зайнятість населення за галузями (за класифікацією NOC): | Зайнятість населення за галузями (за класифікацією NOC): | Зайнятість населення за галузями (за класифікацією NOC): | Зайнятість населення за галузями (за класифікацією NOC): |
| -------------------------------------------------------- | -------------------------------------------------------- | -------------------------------------------------------- | -------------------------------------------------------- | -------------------------------------------------------- |
|                                                          |                                                          |                                                          |                                                          |                                                          |
| Управління                                               | Управління                                               |                                                          | 12,8%                                                    | 12,8%                                                    |
| Бізнес, фінанси та адміністрування                       | Бізнес, фінанси та адміністрування                       |                                                          | 16,1%                                                    | 16,1%                                                    |
| Природничі та прикладні науки                            | Природничі та прикладні науки                            |                                                          | 4,9%                                                     | 4,9%                                                     |
| Охорона здоров'я                                         | Охорона здоров'я                                         |                                                          | 8,2%                                                     | 8,2%                                                     |
| Освіта, правозахист, муніципальні та урядові служби      | Освіта, правозахист, муніципальні та урядові служби      |                                                          | 12,4%                                                    | 12,4%                                                    |
| Мистецтво, культура, відпочинок та спорт                 | Мистецтво, культура, відпочинок та спорт                 |                                                          | 1,7%                                                     | 1,7%                                                     |
| Роздрібна торгівля та послуги                            | Роздрібна торгівля та послуги                            |                                                          | 19,9%                                                    | 19,9%                                                    |
| Гуртова торгівля, транспорт та обладнання                | Гуртова торгівля, транспорт та обладнання                |                                                          | 19%                                                      | 19%                                                      |
| Природні ресурси, сільське господарство                  | Природні ресурси, сільське господарство                  |                                                          | 2,1%                                                     | 2,1%                                                     |
| Виробництво                                              | Виробництво                                              |                                                          | 2,8%                                                     | 2,8%                                                     |

## Населені пункти
До переписної області входять місто Селкірк, муніципалітети Іст-Сен-Поль, Вест-Сен-Поль, Сент-Клементс, Сент-Ендрюс, село Данноттар, індіанська резервація Броукенгед 4, а також хутори, інші малі населені пункти та розосереджені поселення.

## Клімат
Середня річна температура становить 2°C, середня максимальна – 23,1°C, а середня мінімальна – -25,1°C. Середня річна кількість опадів – 532 мм.
| Клімат поселення                              | Клімат поселення | Клімат поселення | Клімат поселення | Клімат поселення | Клімат поселення | Клімат поселення | Клімат поселення | Клімат поселення | Клімат поселення | Клімат поселення | Клімат поселення | Клімат поселення | Клімат поселення |
| Показник                                      | Січ.             | Лют.             | Бер.             | Квіт.            | Трав.            | Черв.            | Лип.             | Серп.            | Вер.             | Жовт.            | Лист.            | Груд.            |                  |
| Середній максимум, °C                         | −12,8            | −8,86            | −1,32            | 9,01             | 17,08            | 22,64            | 23,07            | 21,73            | 16,34            | 9,36             | −0,48            | −10,5            |                  |
| Середня температура, °C                       | −18,98           | −15,04           | −7,49            | 2,84             | 10,91            | 16,47            | 19,10            | 17,75            | 12,36            | 5,38             | −4,46            | −14,48           |                  |
| Середній мінімум, °C                          | −25,14           | −21,21           | −13,64           | −3,33            | 4,75             | 10,30            | 15,14            | 13,79            | 8,40             | 1,41             | −8,42            | −18,45           |                  |
| Норма опадів, мм                              | 19               | 12               | 25               | 24               | 58               | 93               | 85               | 75               | 56               | 41               | 25               | 19               |                  |
| Середньомісячна швидкість вітру, м/с          | 3.70             | 3.70             | 3.87             | 4.00             | 4.10             | 3.70             | 3.40             | 3.60             | 4.00             | 4.20             | 4.10             | 3.80             |                  |
| Середньомісячна сонячна радіація, кДж/м²·день | 4210             | 7568             | 12453            | 17221            | 20167            | 21135            | 21438            | 18234            | 12418            | 7343             | 4055             | 3087             |                  |
| --------------------------------------------- | ---------------- | ---------------- | ---------------- | ---------------- | ---------------- | ---------------- | ---------------- | ---------------- | ---------------- | ---------------- | ---------------- | ---------------- | ---------------- |
| Джерело:                                      |                  |                  |                  |                  |                  |                  |                  |                  |                  |                  |                  |                  |                  |